# Carla Sehn
Carla Sehn (Stoccolma, 1º agosto 1994) è un'attrice svedese.

## Biografia
Carla Sehn è nata e cresciuta a Stoccolma, dove ha studiato all'Università delle Arti diplomandosi nella primavera del 2019. Prima ancora di ultimare gli studi inizia ad apparire in vari cortometraggi e serie televisive, vincendo il premio per la migliore attrice (insieme a Kola Krauze) al Festival del Cortometraggio Svedese 2017 per il ruolo di Ania nel cortometraggio Half Brother (2017).
Nel 2020 è entrata nel cast principale di Love & Anarchy.

## Filmografia

### Cinema
- Half Brother, regia di Yana Martsynkevych - cortometraggio (2017)
- Sagan om Karl-Bertil Jonssons julafton, regia di Hannes Holm (2021)
- Tills solen går upp, regia di Peter Dalle (2021)

### Televisione
- Omicidi a Sandhamn (Morden i Sandhamn) - serie TV, 2 episodi (2020)
- Älska mig - serie TV, episodio 2x06 (2020)
- Love & Anarchy (Kärlek & Anarki) - serie TV, 16 episodi (2020-presente)
- Sjukt - serie TV, 8 episodi (2021)
- Gli ansiosi (Folk med ångest) - serie TV, episodio (2021)
- Åremorden - serie TV, 5 episodi (2025)